# Wildlife Conservation Network
A Wildlife Conservation Network (WCN) Rede de Conservação da Vida Selvagem (em inglês), é uma organização sem fins lucrativos norte-americana taxada sobre 501(c) que tem parceria com conservacionistas de todo o mundo e, é dedicada ao desenvolvimento de projetos comunitários que ajudam a coexistência da vida humana, com a vida selvagem.  A WCN faz isso fornecendo os seus parceiros com o capital, recursos, treinamento e suporte de Retaguarda. A WCN é classificada como a principal instituição de caridade, na conservação da vida selvagem em Charity Navigator com a sua mais alta classificação de quatro estrelas e dá-lhe marcas elevadas para a eficiência organizacional.
Fundada em 2002, a Wildlife Conservation Network foi formulada num modelo de capital de risco, com captação de recursos para identificar os conservacionistas e projetos de alto potencial e, dar-lhes o apoio de que necessitam para executar eficazmente os seus programas.

## Parceiros atuais de conservação
A WCN forma parcerias com um número restrito de projetos de conservação, empenhados em proteger mamíferos terrestres. A WCN limita as suas parcerias para projetos que estão além da fase de arranque e, geralmente, com um orçamento organizacional abaixo US$ 250 mil.
Parceiros a partir de 2015 incluem:
- Andean Cat Alliance (Argentina, Bolívia, Chile e Peru)
- Cheetah Conservation Botswana (Botswana)
- Fundo de Conservação dos Guepardos (Namíbia)
- Programa de Conservação Lobo-etíope (Etiópia)
- Ewaso Lions (Quénia)
- Grévy's Zebra Trust (Etiópia e Quénia)
- Projeto Leão de Niassa (Moçambique)
- Okapi Conservation Project (República Democrática do Congo)
- Painted Dog Conservation (Zimbabwe)
- Proyecto Tití (Saguinus oedipus) (Colômbia)
- Saiga Conservation Alliance (Uzbequistão, Cazaquistão, Mongólia, Rússia e Turquemenistão)
- Save the Elephants (Congo, Gabão, Quénia, Mali e África do Sul)
- Small Cat Conservation Alliance (Bornéu, Sumatra, Chile, China e outros)
- Snow Leopard Conservancy (Paquistão, Nepal, Tajiquistão, Mongólia, Rússia e Índia)[7]

## Exposição WCN
A WCN recepciona um evento anual, a Wildlife Conservation Expo, na Área da baía de São Francisco, que reúne, doadores, parceiros, outros ambientalistas e especialistas de todo o mundo. Palestrantes notáveis incluíram: Dra. Jane Goodall, Dr. Iain Douglas-Hamilton, Peter Matthiessen, Dr. Claudio Sillero-Zubiri e, Dr. Greg Rasmussen.
A Expo anual também possui parceiros da WCN, que compartilham informações e atualizações sobre seus respectivos projetos. Outros oradores não parceiros incluíram William Robichaud representando o Saola Working Group, Dr. Pablo Borboroglu com a sociedade Pinguim Global e Robyn Appleton representando a Sociedade de Conservação Urso de Óculos - Peru

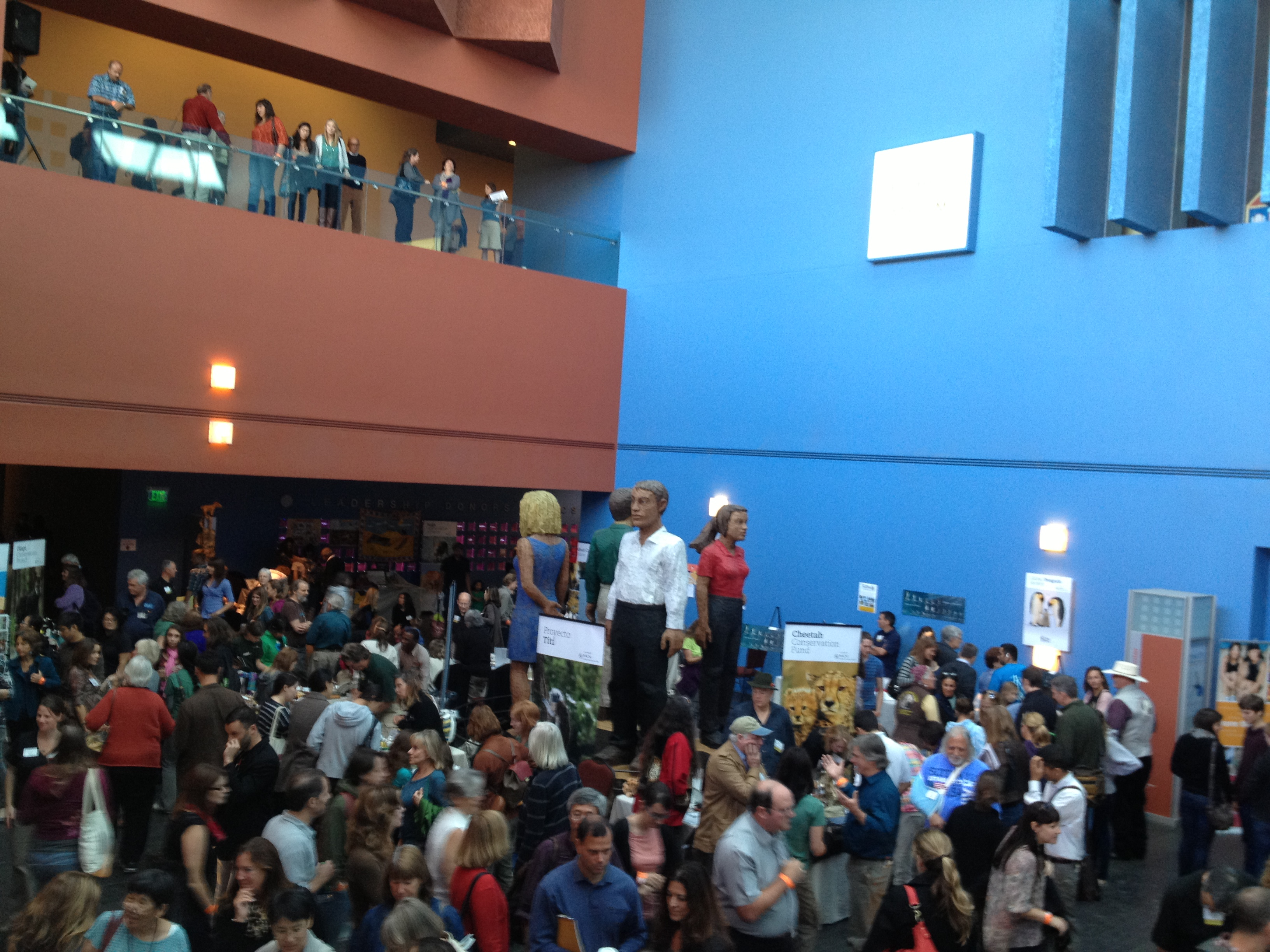
Expo WCN 2012 em São Francisco (Califórnia)

## Programas e Campanhas notáveis

### Elephant Crisis Fund
Em parceria com a Save the Elephants e apoiado pela Fundação Leonardo DiCaprio, WCN começou o Elephant Crisis Fund (fundo da crise elefante) para enfrentar a atual onda de caça ilegal de elefantes que assola as populações na África. O fundo identifica e apoia os projetos mais urgentes que abordam a caça ilegal, o tráfico de marfim, e a procura de marfim. Organizações financiadas incluem Wildlife Conservation Society, World Wide Fund for Nature, Tsavo Trust, e WildlifeDirect, entre muitos outros. 100% do dinheiro do fundo de elephant crisis fund é usado para ações de conservação em terreno.

### Programa de bolsas
Desde 2006, WCN tem apoiado estudantes de graduação que aspiram a se tornar conservacionistas da fauna selvagem através de um programa de bolsas. O programa centra-se em estudantes engajados em projetos de seus países de origem, onde são necessários esforços de conservação.

### Projeto de energia solar
Em 2005, WCN começaram a fornecer sistemas de energia solar, tais como bombas de água solares, fogões, iluminação, água quente e sistemas de purificação de água para os seus projetos de parceiros na América do Sul, África e, Ásia.